# Jacques Ochs
Jacques Martin Ochs (Nice, 18 februari 1883 – Luik, 3 april 1971) was een Frans-Belgisch portretschilder en schermer met Joodse roots. Verder tekende hij, illustreerde hij tijdschriften, ontwierp hij affiches en maakte hij karikaturen.

## Levensloop
Toen hij 10 jaar oud was verhuisden zijn ouders naar Luik. Jacques Ochs studeerde aan de Académie Royale des Beaux-Arts in Luik onder andere bij Evariste Carpentier en studeerde af in 1903. Hij won toen de Prix Auguste Donnay. Hij studeerde dan verder aan de Académie Julian in Parijs tot 1905.
In 1920 werd hij leraar aan de Académie Royale des Beaux-Arts in Luik. In 1934 werd hij directeur van het Musée des Beaux Arts van Luik.
Hij was tevens een schermkampioen. Hij won op negenentwintigjarige leeftijd een gouden medaille met de Belgische degenploeg op de Olympische Spelen van 1912 in Stockholm. In 1914 werd hij wereldkampioen schermen. Hij was oorlogsvrijwilliger gedurende de Eerste Wereldoorlog.
Jacques Ochs werd een bekende kunstschilder in België. Hij schilderde veel portretten, waarvan ook schilderijen van staatslieden. Hij was tevens een bekende karikaturist met veel bijdragen in het Frans dagblad Le Figaro en het Brussels satirisch magazine Pourquoi Pas?.
Verder ook in La Nation Belge, Le Petit Parisien, Le Journal de Liège.
In 1927 werd hij zwaar gekwetst bij een vliegtuigongeval. Zijn vriend, de chirurg Albin Lambotte, verpleegde hem zeer kundig zodat hij herstelde en zijn mobiliteit behield.
Als kunstenaar waarschuwde hij tegen het fascisme als politiek gedachtegoed. Jacques Ochs, die zelf een jood was, had begin april 1938 op de cover van Pourqoui pas? Hitler afgebeeld met een swastika op het voorhoofd, bloed dat afdruipt van zijn handen en een scepter in de vorm van een onthoofde jood. Een kunstenaar van rechtse strekking gaf hem aan bij de Duitse overheid. Ochs werd, na de inval van de Duitsers in mei 1940, aangehouden in de Academie op 17 november 1940.
Hij werd op 17 december 1940 opgesloten in het Fort van Breendonk. Omdat Ochs door zijn vliegongeval wat mank liep moest hij geen dwangarbeid verrichten en mocht hij meehelpen in de smidse van het kamp of de kamers van de onderofficieren schoonmaken.
Toen de kampcommandant Philipp Schmitt zijn artistiek talent bemerkte, kreeg hij de toelating om te tekenen, wat voor gevangenen ongewoon was. Hij schetste veel afbeeldingen van zijn medegevangenen en niet-vleiende tekeningen van zijn SS-bewakers. Hij tekende zijn bewakers in zittende houding, zodat zij, gedurende deze korte tijd, de andere gevangenen niet konden lastigvallen.
Het Duitse militaire bestuur (Militärverwaltung) komt tussenbeide voor Jacques Ochs, uit vrees de relaties met de Belgische toplaag te verstoren. Ochs, die in fysiek lamentabele toestand verkeerde, mag opknappen in het militair hospitaal van Antwerpen (eind december 1941 - eind februari 1942). Twee maanden later keert hij terug naar Breendonk en wordt kort daarop vrijgelaten. Hij slaagt erin zijn tekeningen, met behulp van een Vlaamse SS'er uit het kamp te smokkelen.
Hij moet verplicht thuisblijven. Maar in juli 1944 werd hij eerst opgesloten in de citadel van Luik en daarna in de Dossinkazerne van Mechelen. De bevrijding door de geallieerden belette net op tijd zijn deportatie naar een concentratiekamp.
Ochs heeft Breendonk overleefd en overleed in 1971 op achtentachtigjarige leeftijd.
Samen met de waterverfschilderijen van Willem Pauwels (alias Wilchar), leggen de schetsen van Jacques Ochs de gruwel vast van het kampleven in het Fort van Breendonk.
1908: Alibert, Berger, Collignon, Gravier, Lippmann, Olivier, Stern ·
1912: H. Anspach, P. Anspach, Hennet, Ochs, Salmon, Willems ·
1920: Allocchio, Bozza, Canova, Costantino, Marrazzi, A. Nadi, N. Nadi, Olivier, Thaon di Revel, Urbani ·
1924:  Buchard, Ducret, Gaudin, Labatut, Liottel, Lippmann, Tainturier ·
1928:  Agostoni, Basletta, M. Bertinetti, Cornaggia-Medici, Minoli, Riccardi ·
1932: Buchard, Cattiau, Jourdant, Piot, Schmetz, Tainturier ·
1936: Brusati, Cornaggia-Medici, E. Mangiarotti, Pezzana, Ragno, Riccardi ·
1948: Artigas, Desprets, Guérin, Huet, Lepage, Pécheux ·
1952: Battaglia, F. Bertinetti, Delfino, D. Mangiarotti, E. Mangiarotti, Pavesi ·
1956: Anglesio, F. Bertinetti, Delfino, E. Mangiarotti, Pavesi, Pellegrino ·
1960: Delfino, E. Mangiarotti, Marini, Pavesi, Pellegrino, Saccaro ·
1964: Bárány, Gábor, Kausz, Kulcsár, Nemere ·
1968: Fenyvesi, Kulcsár, Nagy, Nemere, P. Schmitt ·
1972: Erdős, Fenyvesi, Kulcsár, Osztrics, P. Schmitt ·
1976: Edling, Von Essen, Flodström, Högström, Jacobson ·
1980: Boisse, Gardas, Picot, Riboud, Salesse ·
1984: Borrmann, Fischer, Heer, Nickel, Pusch ·
1988: Delpla, Henry, Lenglet, Riboud, Srecki ·
1992: Borrmann, Felisiak, Proske, Resnitstsjenko, A. Schmitt ·
1996: Cuomo, Mazzoni, Randazzo ·
2000: Mazzoni, Milanoli, Randazzo, Rota ·
2004: Boisse, F. Jeannet, J. Jeannet, Obry ·
2008: F. Jeannet, J. Jeannet, Robeiri ·
2016: Borel, Grumier, Jérent, Lucenay ·
2020: Kano, Minobe, Yamada, Uyama ·
2024: Koch, Andrásfi, Siklósi, Nagy
- Bibliothèque nationale de France: cb15102454j (data)
- Gemeinsame Normdatei: 119489341
- International Standard Name Identifier: 0000 0000 8357 7294
- Library of Congress Control Number: no99066800
- Musée national d'archéologie, d'histoire et d'art: lkl000889
- Nationale Bibliotheek van Tsjechië: jo2015896000
- Nationale Bibliotheek van Israël: 987007461532405171
- Nederlandse Thesaurus van Auteursnamen: 177265965
- RKD-Nederlands Instituut voor Kunstgeschiedenis: 86942
- Système universitaire de documentation: 086458337
- Union List of Artist Names: 500160077
- Virtual International Authority File: 1103149296266480670002